# La Source de l'immortalité
La Source de l'immortalité est la onzième aventure sur un total de treize, qu'effectue le Capitaine Flam dans la série de dessins animés qui porte son nom. Ce voyage est raconté en quatre épisodes de 22 minutes chacun. Il s'agit de l'adaptation du roman « Le Triomphe » d'Edmond Hamilton paru en 1940.
Le capitaine Flam a pour mission de mettre fin à la vente d'une drogue pathogène appelée élixir de vie et censée faire « rajeunir » ceux qui la consomment. Pour cela il faut découvrir la source dont est issue cet élixir et l'identité de l'« Empereur de l'Immortalité », chef du réseau, afin de le mettre hors d'état de nuire. Le récit recycle le mythe de la Fontaine de Jouvence.

## Résumé des quatre épisodes

### «Les Pourvoyeurs de l'immortalité»
Un certain « Empereur de l'Immortalité » détient une eau qui garantit la vie et la jeunesse éternelles. Il envoie des émissaires sur plusieurs astres (planètes Mégara, Ios et Kento) pour y vendre à prix d'or son élixir de Jouvence. Mais l'absorption de cette eau doit être très régulière (avec paiements élevés), sinon le manque provoque la mort.
Le capitaine Flam est chargé par le Président du Gouvernement intersidéral de le retrouver pour mettre un terme à ce trafic criminel. 
Le capitaine Flam sait qu'il y a sur la planète Kento de nombreux laboratoires spécialisés en physique et chimie. Il se peut donc que l'élixir ait été élaboré sur cette planète. L'équipe se rend donc sur la planète Kento. Flam fait passer Mala pour un vieux milliardaire qui cherche à rajeunir, l'accompagnant en qualité de serviteur, leur but étant de capturer des complices de l'Empereur. Le plan fonctionne à moitié : deux émissaires de l'Empereur contactent le prétendu milliardaire, mais leurs déguisements sont découverts. Un combat violent a lieu au cours duquel l'un des bandits est neutralisé. L'autre émissaire s'échappe, prenant Crag et Limaille en otages dans son vaisseau spatial. Il se rend sur la planète Ios. Pour sa part, l'examen des poches du bandit mis hors d'état de nuire porte avec lui un cristal mentionnant une inscription écrite dans l'antique langue de la planète Kérus. Ce joyau porte une inscription : « Fontaine ».
Flam, Simon et Mala se rendent donc sur la ville de la planète Kérus d'où proviendrait le cristal. Cette ville est dirigée par les machines qui, il y a des siècles, se sont affranchies de la tutelle humaine lorsque les humains ont disparu par suite de leur décadence. Là, devant une fontaine d'eau jaillissante, Flam et ses deux compagnons sont atteints par un rayon pétrifiant qui transforme la matière organique en métal. Une mort atroce paraît les attendre.
Pendant ce temps, prisonniers à bord du vaisseau du bandit, Crag et Limaille parviennent à s'échapper en brisant une vitre.

### «Le Défi de l'Empereur d'immortalité»
Le Pr Simon parvient, avec le pistolet à protons de Mala, à détruire l'émetteur du rayon pétrifiant. Libérés, Flam et ses amis constatent que cette fontaine n'est pas celle d'où jaillit l'eau de Jouvence, et qu'une inscription de pierre indiquait où celle-ci se trouve en réalité. Mais le lieu exact a été effacé par une main malveillante. Peu après ils retrouvent Crag et Limaille, qui après leur évasion avaient réussi à se rendre sur Kérus.
Toute l'équipe réunie regagne le Cyberlab et se rend sur la planète Ios, susceptible d'abriter la fontaine de Jouvence.
Arrivés sur place, ils contactent le Gouverneur général qui les aide à déterminer les personnes s'étant renseignées sur l'eau de Jouvence : Martin Graeme, Jean Gibo et Lenfru Keen. Ils interrogent ces trois hommes pour connaître leurs buts. Au cours de l'interrogatoire, Jean Gibo annonce qu'il connaît le nom du coupable, mais avant d'avoir pu révéler son identité, une « bombe à obscurité » explose et plonge dans le noir les participants de la réunion. Après dissipation des ténèbres, on découvre Jean Gibo mort, empoisonné par une fléchette qui a pour effet de glacer le sang.
Pendant ce temps Joan, qui poursuivait son enquête de son côté sur Ios en se faisant passer pour une vieille femme cherchant à rajeunir, est faite prisonnière par les hommes de l'Empereur de l'Immortalité. Mala, qui était parti à sa recherche et qui venait à son secours, est lui-aussi fait prisonnier.
Flam, Simon et Crag se rendent au Museum d'histoire naturelle, dont la bibliothèque pourrait leur donner des renseignements utiles. Ils constatent que les trois savants qu'ils ont vus peu avant sont tous venus consulter des documents dans cette bibliothèque. Mais l'Empereur, tout à coup, parvient à libérer les portes des cages des animaux sauvages extraterrestres gardés dans le Museum. Flam et ses amis sont attaqués par les animaux en fureur.

### «Terreur dans la Vallée des champignons»
Après avoir assommé ou tué les animaux sauvages, et de retour au palais du gouverneur, Flam et son équipe découvrent que Lenfru Keen n'est pas le fils de Thomas Keen, mais Thomas Keen lui-même qui a rajeuni par la consommation régulière d'élixir de vie. Lenfru Keen reconnaît l'imposture et explique qu'il a un besoin immédiat d'élixir, faute de quoi il mourra. Il les conduit jusqu'au bâtiment où se trouve son pourvoyeur habituel. Celui-ci est mort assommé. Flam comprend que Mala a pris sa place. Thomas Keen s'enfuit. Ayant retrouvé des résidus de spores vénéneuses de champignons chez le pourvoyeur, Flam comprend où Mala et Joan sont retenus prisonniers, en l'occurrence dans l'une des bases de l'Empereur située dans la « Vallée des champignons », où poussent les champignons en question dont les spores sont mortelles. Il décide de s'y rendre pour les libérer. Arrivé sur place, il utilise un champ de force protecteur lui permettant de ne pas être en contact avec les spores. Ayant pénétré dans la base, il utilise alors un champ d'invisibilité et libère Mala. Un combat s'engage entre, d'une part Flam et Mala, et d'autre part les bandits, lesquels fuient les lieux. Joan est libérée. De leur côté, Ezla, Crag et Simon ont arrêté des consommateurs de drogue et ont découvert le centre de contrôle  des pourvoyeurs là ils visionnent un message de l'Empereur destiné à ses revendeurs leur annonçant qu'il avait piégé le capitaine et qu'il abandonne sa base située dans la Vallée des champignons, laissant Flam, Mala et Joan voués à une mort certaine. Ezla, Crag et Simons se rendent à leur tour dans cette vallée pour prêter main-forte au capitaine. Toute l'équipe se retrouve saine et sauve, mais l'Empereur leur a encore échappé.
De retour au palais du gouverneur général de Ios, qui devient l'un des deux principaux suspects avec Lenfru Keen, ils reçoivent un appel de détresse de Martin Graeme : il vient de localiser avec précision la source de Jouvence. Peu après avoir émis son appel, on le retrouve mort empoisonné par le même type de fléchette au poison givrant qui avait servi à tuer Jean Gibo. La victime a eu le temps d'écrire un nom avec son sang : « Keen ». Ce dernier apparaît alors comme étant le coupable le plus probable, mais Flam est intrigué par un détail après l'examen du cadavre de Graeme.

### «Combat dans la capitale éternelle»
Le capitaine décide alors de scinder son équipe : Simon, Mala et Crag iront, avec le Cyberlab, surveiller la haute atmosphère de Ios, au-dessus de la zone des brouillards, pour détecter d'éventuels vaisseaux spatiaux venant se ravitailler en élixir, tandis que Joan et lui iront enquêter dans une petite ville. Dans cette localité, Flam rencontre un homme qui, environ cinquante ans auparavant, avait rencontré un autre homme qui disait avoir découvert la « fontaine de Vie », située dans la Vallée des brouillards…
En poste avec le Cyberlab, Simon, Mala et Crag détectent un vaisseau spatial suspect se dirigeant vers la Vallée des brouillards. Ils le suivent et se posent près d'une cascade. Ils tombent dans une embuscade et sont faits prisonniers par les hommes de l'Empereur. 
Pendant ce temps, le capitaine et Joan pénètrent dans la Vallée des brouillards. Ils sont faits prisonniers par des hommes-ailés, gardiens déchus de la source de Vie. Leur roi explique aux aventuriers que l'Empereur de l'Immortalité les a dépossédés de la source grâce à ses armes-laser. Ils les conduisent jusqu'à une petite ville, la « Capitale universelle » dans laquelle résident des gens qui boivent régulièrement de l'eau de Jouvence et qui sont susceptibles, par conséquent, de rester indéfiniment en vie. Mais ces gens, qui n'ont plus aucun but dans la vie, s'alcoolisent, s'abrutissent, avant de se suicider. Que vaut la vie sans la mort ? De loin, Flam et Joan aperçoivent la source de Vie. Flam propose aux hommes-ailés de construire une machine capable d'anéantir la radioactivité contenue dans la source de Vie qui confère un pouvoir d'immortalité à une eau ordinaire. Le roi des hommes-ailés accepte le plan. Joan, de son côté, découvre que Mala, Crag et Simon sont en prison et que l'Empereur les a condamnés à mort, la sentence devant être mise à exécution le lendemain.
Au petit matin, Mala et Crag sont emmenés sur le lieu de l'exécution : ils doivent être guillotinés ! Un essai de la guillotine a même lieu : elle fonctionne parfaitement. Le capitaine intervient alors avec les hommes ailés ; Crag, Mala et Simon sont donc libérés. L'Empereur s'enfuit.
Pendant ce temps, Joan et les hommes ailés sont allés à la source de Vie afin de placer l'appareil construit la nuit pour détruire la source. Flam et ses hommes poursuivent l'Empereur mais Keen s'interpose. Simon a rejoint Joan et l'aide dans les derniers préparatifs. Surgit alors l'Empereur de l'immortalité avec quelques hommes armés. Une brève bataille a lieu : l'Empereur plonge dans le bassin pour déconnecter le câble de l'appareil de Joan, mais celle-ci actionne le dispositif : l'explosion a lieu, détruisant la source, ses pouvoirs d'immortalité et tuant l'Empereur. On découvre alors le visage, que l'on connaissait, du sinistre individu. Il ne s'agit ni de Keen, personne « désignée » par Martin Graeme, ni même le Gouverneur général, mais de… Jean Gibo ! Ce dernier n'avait pas été empoisonné comme on le croyait. Son cercueil ne contenait aucun corps et il s'était administré un antidote avant de se piquer lui-même avec une fléchette, afin de se faire passer pour mort et reporter les soupçons sur les autres personnes présentes dans la pièce. Le message indiquant que Keen avait tué Martin Graeme n'était qu'une diversion de Jean Gibo : ce dernier avait ordonné à Keen de tuer Graeme en échange de remise d'élixir d'immortalité.
En définitive la radioactivité de la source est anéantie, les pouvoirs de régénération de la source ont désormais disparu, l'Empereur est mort, le réseau de délinquants est démantelé, et la garde de la source peut de nouveau être assumée par les hommes-ailés.